# 李龙湛
李龙湛，广东肇庆人，是一名清朝政治人物。
李龙湛曾于1779年接替李云翔任金山县知县一职，1780年由周世宅接任。